# 塩田秀雄
塩田 秀雄（しおだ ひでお、1952年（昭和27年）12月11日 - ）は、日本の政治家。元山形県南陽市長（2期）。

## 来歴
山形県立宮内高等学校（現・山形県立南陽高等学校）卒。
山形県連合青年団団長、県社会教育委員などを経て、1984年に南陽市議会議員に当選。6期務める。
2004年、南陽市議会議長に就任。2年務めた。
2006年の南陽市長選挙に立候補し、現職の荒井幸昭を192票の差で破って初当選した。市内中学校給食化、中学校再編統合、地元吉野地区の携帯電話不感区間解消などに努めた。
2010年は無投票で再選。
2014年の市長選挙では元市議会議員の白岩孝夫に敗れて落選した。
2024年（令和6年）春の叙勲で旭日小綬章受章。